# Монетний двір Чилі
Монетний двір Чилі (ісп. Casa de Moneda de Chile) — державне підприємство, основним видом діяльності якого є друкування банкнот і карбування монет. Також підприємство займається виробництвом марок, паспортів, офіційних бланків, нагород, номерних знаків для автомобілів тощо.

## Історія
У 1733 р. керуючий містом Сантьяго послав прохання Філіпу V, королю Іспанії, яка тоді володіла територією сучасного Чилі, про заснування місцевого монетного виробництва. Король зволікав з відповіддю. Тоді іспанський купець Francisco García Huidobro, повідомив короля, що стане спонсором можливе будівництво та забезпечення грошового двору в обмін на частину прибутку від операцій монетного виробництва. Король погодився. У 1743 р. був заснований Чилійський монетний двір, фактичним керівником якого був іспанський купець. Першу золоту монету двір випустив в 1749 році.
У 1770 р. король Карл III усвідомивши, що грошовий двір фактично не належить короні, націоналізував його, залишивши купця не при справах. Через 2 роки двір тимчасово перенесли в комуну Сан-Мігель. У 1802 р. будівництво Чилійського Королівського монетного двору в Сантьяго, що тривало майже 20 років, було закінчено. Будівлю монетного двору було визнано кращою в Колоніальній Америці. Споруда була настільки гарна, що в 1846 р. президент незалежної Чилі Мануель Бульнес  вирішив переробити її під свою резиденцію з деякими міністерствами всередині (сьогодні ця будівля — Ла-Монеда — офіційна резиденція Президента країни). Монетний двір перенесли на проспект Avenida Portales. З 2009 р. він є державною корпорацією «Casa de Moneda de Chile».
З 1817 року карбувалися чилійські песо, а також розмінні сентаво, які через інфляцію 1955 р. вийшли з обігу. З 1960 р. карбується, введена в обіг нова валюта - ескудо і розмінні сентісімо, що проіснували 15 років. З 1975 р. монетний двір знову повернувся до виготовлення песо.
Незвичайним видом продукції  монетного двору є номерні знаки для транспортних засобів, а також різні державні документи, напр., дипломи, водійські права, паспорти тощо. Також виготовляються медалі, пластини, колекційні монетні набори.

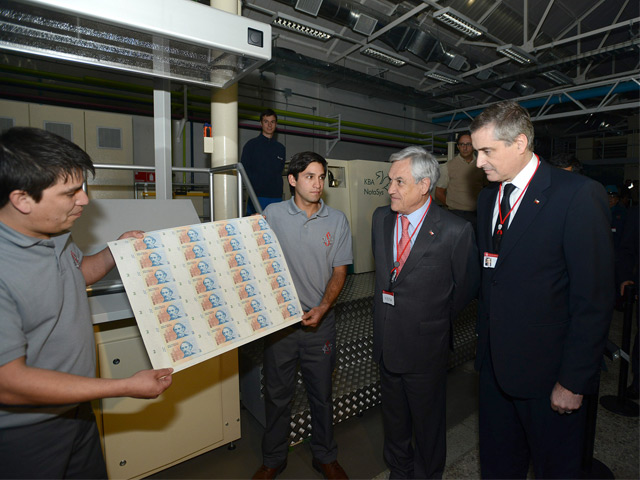
Президент Себастьян Піньєра в супроводі міністра економіки, на церемонії святкування 270 років монетного двору в 2013 році.

У різний час двір карбував монети для інших країн — Домініканської Республіки, Гватемали, Сальвадору, Венесуели, Парагваю, Аргентини, Болівії, Уругваю та ін.

## Знак монетного двору
Усі монети та медалі, викарбувані монетним двором, мають відмітний символ "S" ( Знак монетного двору ), з німбом (кружечком) над ним. Цей символ присвячений Апостолу Сантьяго, покровителю столиці. За цією міткою можна ідентифікувати місце виготовлення, у даному випадку Чилі.